# Dragonland
I Dragonland sono un gruppo musicale symphonic power metal svedese formatosi nel 1999 a Göteborg. Il gruppo è noto soprattutto per avere ambientato il primo, il secondo e il quinto album nel mondo fantasy di Dragonland, ideato da loro.

## Storia
La band è stata fondata nell'autunno del 1999 dal chitarrista Nicklas Magnusson e Jonas Heidgert. Subito dopo vi entrarono a far parte Daniel Kvist, Magnus Olin e Christer Pederson. Il loro primo brano è stato registrato nel gennaio 2000. Solo tre mesi prima dell'inizio della registrazione del loro album di debutto, The Battle of the Ivory Plains, Kvist ha deciso di lasciare la band ed è stato presto sostituito da Olof Mörck. L'album è stato rilasciato il 30 aprile 2001 e il secondo album, Holy War, è stato rilasciato l'8 febbraio 2002. Entrambi includevano il cantante Jonas Heidgert alla batteria.
Nel 2003, Dragonland ha invitato la band power metal giapponese Galneryus a suonare per tutto il tour in Giappone. Il loro terzo album, Starfall, è stato pubblicato il 27 ottobre 2004, con Jesse Lindskog alla batteria. Tom S. Englund e Henrik Danhage (di Evergrey) e Johanna Andersson hanno fornito esibizioni come ospiti nell'album, inclusi voce e assoli di chitarra.
Il loro quarto album, Astronomy, è stato pubblicato l'11 novembre 2006. Marios Iliopoulos dei Nightrage, Elize Ryd degli Amaranthe, Jake E dei Cyhra e Jimmie Strimell dei Dead by April hanno fornito apparizioni come ospiti in questo album.
Il lavoro su un quinto album è stato annunciato il 27 aprile 2008. Nel settembre 2009, Dragonland ha lanciato il suo sito Myspace riprogettato, insieme a una preproduzione di alta qualità di The Shadow of The Mithril Mountains, una canzone del quinto album. Ci è voluto del tempo prima che l'album fosse completamente pronto. Cinque anni dopo Astronomy, la band ha finalmente pubblicato il nuovo album, Under the Grey Banner, l'11 novembre 2011. Laddove Starfall e Astronomy sono due album separati, Under the Grey Banner continua la storia dei loro primi due album.
Il 25 ottobre 2014 è stato annunciato che avrebbero pubblicato una ristampa del primo album e una versione rimasterizzata del secondo album. Entrambi gli album hanno una copertina completamente nuova e sono stati pubblicati il 5 dicembre 2014. Nel primo album c'è anche una nuova canzone, "A New Dawn", come bonus track.

## Formazione

### Formazione attuale
- Olof Mörck – chitarra solista
- Jonas Heidgert – voce
- Nicklas Magnusson – chitarra
- Christer Pedersen – basso
- Elias Holmlid – tastiere, sintetizzatore
- Jesse Lindskog – batteria (2002-presente)

### Ex componenti
- Daniel Kvist – chitarra (1999-2000)
- Magnus Olin – batteria (1999)
- Robert Willstedt – batteria (2002)

## Discografia
- 2001 – The Battle of the Ivory Plains
- 2002 – Holy War
- 2004 – Starfall
- 2006 – Astronomy
- 2011 – Under the Grey Banner